# NGC 7004
NGC 7004 é uma galáxia espiral barrada (SB0-a) localizada na direcção da constelação de Indus. Possui uma declinação de -49° 06' 51" e uma ascensão recta de 21 horas, 04 minutos e 02,0 segundos.
A galáxia NGC 7004 foi descoberta em 2 de Outubro de 1834 por John Herschel.